# 김모아
김모아(1988년 1월 26일 ~ )는 대한민국의 레이싱 모델이다.

## 학력
- 수원대학교 패션디자인과

## 경력

### 레이싱모델 경력
- 2013년 - 오토모티브위크 레이싱모델
- 2012년 - 서울오토살롱 레이싱모델
- 2012년 - 인제오토피아 레이싱팀
- 2012년 - 부산국제모터쇼 인피니티 모델
- 2011년 - 서울오토살롱 레이싱모델
- 2011년 - 서울모터쇼 현대상용차 모델
- 2010년 - 부산국제모터쇼 기아자동차 모델